# Foster the People
Foster the People er et rockband fra USA. Gruppen består af Mark Foster, Mark Pontius og Cubbie Fink. Tidligere var der desuden et fjerde medlem, som dog valgte at trække sig af personlige årsager. Bandet var grundlagt i 2009 i Los Angeles, efter adskillige hårde år, hvor de spillede rundt omkring i håb om at komme frem i lyset. Efter at Fosters sang kaldet "Pumped Up Kicks" kom på gaden og blev en kæmpe succes, fik gruppen en pladekontrakt med Startime International og fik en fanbase igennem små klubber og deres optræden på Coachella og South by Southwest festivalerne. Efter udgivelsen af deres debutalbum Torches i maj 2011, blev "Pumped Up Kicks" et crossoverhit.

## Diskografi
- Torches (2011)
- Supermodel (2014)
- Sacred Hearts Club (2017)